# شیخ ابومسعود اندلسی
شیخ ابومسعود اندلسی از عرفای قرن ششم هجری قمری است. نام وی در برخی تذکره‌ها به صورت ابوالسّعود آمده‌است. وی در طریقت از مریدان هبةالله بن المبارک البغدادی مشهور به شیخ ابوالبرکات بوده‌است و با بسیاری از مشایخ طریقت از جمله شیخ عبدالقادر گیلانی مصاحبت داشته‌است. شیخ ابومسعود اندلسی جانشین شیخ ابوالبرکات است و به عنوان قطب دهم بعد از غیبت کبرای امام دوازدهم در سلسلهٔ نعمت‌اللهی به حساب می‌آید. مرقد وی در بغداد، در گورستان امام احمد حنبل واقع است.

## نسبت خرقه شیخ ابومسعود اندلسی
شاه نعمت‌الله ولی در بیان نام سلسله مشایخ خود چنین سروده‌است. مواردی که در شعر در داخل پرانتز ذکر شده، بر اساس کتاب طرائق‌الحقائق است.
| شیخ ما کامل و مکمّـل بود        |  | قطب وقت و امام عادل بود                |
| گاه ارشاد چون سخن گفتی         |  | دُر توحید را نکوسُـفتی                   |
| یافعی بود (و) نام عبدالله      |  | رهرو رهروان آن درگاه                   |
| صالح بربریّ روحانی              |  | شیخِ شیخِ من است تا دانی                 |
| پیر او هم کمال کوفی بود        |  | کز کمالش بسی کمال(ها) فزود (بفزود)     |
| باز باشد ابوالفتوحِ صعید (سعید) |  | که سعید (صعیدی) است آن سعید شهی (شهید) |
| از ابی‌مدین او عنایت یافت       |  | به کمال از ولیّ ولایت یافت              |
| مغربی بود مشرقی به صفا         |  | آفتاب تمام و مه‌سیما                    |
| شیخ ابی‌مدین است شیخ (سعید)     |  | که نظیرش نبود در توحید                 |
| دیگر آن عارفِ ودود بوَد          |  | کنیت او ابوالسـّعود بود                 |
| بود در اندلس ورا مسکن          |  | بس کرم کرد روح او با من                |
| پیر او بود هم ابوالبرکات       |  | به جمال و کمال و ذات و صفات            |
| باز ابوالفضل بود بغدادی        |  | أفضل فاضلان به استادی                  |
| شیخِ او احمد غزالی بود          |  | مظهر کامـل جلالی بود                   |

## شیخ ابومسعود اندلسی در فتوحات مکیه
شیخ محی‌الدّین عربی بارها در فتوحات مکیه از شیخ ابومسعود اندلسی یاد و سخنانی از وی نقل کرده‌است. از جمله در باب چهل و چهارم «فی البهالیل و أئمّتهم فی البهلّلة» به نقل گفتاری در خصوص عقلای مجانین از اهل‌الله از شیخ ابومسعود اندلسی، که ابن عربی او را أبی‌السّعود بن الشّبل البغدادی و عاقل زمانه‌اش معرفی می‌کند، می‌پردازد: 
قیل لأبی السعود بن الشبل البغدادی عاقل زمانه ما تقول فی عقلاء المجانین من أهل اللّٰه فقال رضی اللّٰه عنه هو ملاح و العقلاء منهم أملح قیل له فبما ذا نعرف مجانین الحق من غیرهم فقال مجانین الحق تظهر علیهم آثار القدرة و العقلاء یشهد الحق بشهودهم أخبرنی بذلک عنه صاحبه أبو البدر التماسکی رحمه اللّٰه و کان ثقة ضابطا عارفا بما ینقل لا یجعل فاء مکان واو فقال الشیخ من شاهد ما شاهدوا و أبقی علیه عقله فذلک أحسن و أمکن فإنه قد أقیم و أعطی من القوة قریبا مما أعطیت الرسل.

## ذکر شیخ ابومسعود اندلسی در منابع تاریخی
در برخی منابع از وی نام برده شده‌است. از جملهٔ این منابع:
- مرآت الجنان تألیف شیخ عبدالله یافعی
- فتوحات مکیه تألیف شیخ محی‌الدّین عربی
- نفحات الأنس تألیف نورالدّین عبد الرّحمن جامی در ضمن ذکر حکایتی از شیخ علاءالدّوله سمنانی
- طرائق الحقائق تألیف نایب‌الصدر شیرازی
- شمس التواریخ تألیف شیخ اسدالله ایزدگشسب گلپایگانی (درویش ناصرعلی)